# صدف مته‌ای دندان‌موشی
صدف مته‌ای دندان‌موشی (نام علمی: Oxymeris maculata) نام یک گونه از تیره صدف‌های مته‌ای است.